# ساندر أرمي
ساندر أرمي (بالفرنسية: Sander Armée)‏ (و. 1985  م) هو راكب دراجة هوائية بلجيكي، ولد في لوفان، شارك في طواف إسبانيا، وطواف إسبانيا 2014، وطواف إيطاليا 2014.

## سجل الفوز

### سباقات أو مراحل فاز بها
| التاريخ       | السباق                             | المركز                  |
| ------------- | ---------------------------------- | ----------------------- |
| 13 مايو 2007  | سيركيت دي والونيا 2007             |                         |
| 20 مايو 2012  | طواف النرويج 2012                  | الرابع في التصنيف العام |
| 27 يناير 2013 | سباق جائزة لا مارسيليس الكبرى 2013 | الخامس في التصنيف العام |
| 10 مارس 2013  | 2013 Omloop van het Waasland       |                         |
| 30 مارس 2013  | فولتا ليمبورغ الكلاسيكي 2013       | السادس في التصنيف العام |
| 01 يناير 2015 | هيستسي بيجل 2015                   | الفائز في التصنيف العام |
| 11 أبريل 2015 | طواف إقليم الباسك 2015             | الثامن في تصنيف الجبال  |
| 09 أبريل 2016 | طواف إقليم الباسك 2016             | الثامن في تصنيف الجبال  |
| 01 مايو 2016  | طواف روماندي 2016                  | الأول في تصنيف الجبال   |
| 22 مايو 2016  | طواف النرويج 2016                  | الخامس في التصنيف العام |
| 30 أبريل 2017 | طواف روماندي 2017                  | الأول في تصنيف الجبال   |

## روابط خارجية
- ساندر أرمي على موقع الاتحاد الدولي للدراجات (الإنجليزية)
- ساندر أرمي على موقع أرشيف الدراجات (الإنجليزية)
- ساندر أرمي على موقع إحصائيات الدراجات الإحترافية (الإنجليزية)
- ساندر أرمي على موقع نسبة الدراجات (الإنجليزية)
- ساندر أرمي على موقع CycleBase (الإنجليزية)